# Khafre
Khafra (còn được gọi là Khafre, Khefren và Chephren) là một vị vua Ai Cập cổ đại (pharaon) của vương triều thứ 4 thuộc thời kỳ Cổ vương quốc. Ông là con trai của vua Khufu và cũng là người đã kế vị vua Djedefre. Theo sử gia Manetho, Khafra đã được Bikheris kế vị sau này, nhưng theo các bằng chứng khảo cổ thì người đã kế vị ông chính là vua Menkaure. Khafra là người đã cho xây dựng nên kim tự tháp lớn thứ hai tại Giza. Ngày nay, phần lớn các nhà Ai Cập học đều cho rằng Tượng Nhân Sư lớn đã được xây dựng vào khoảng năm 2500 TCN nhằm tôn vinh Khafra. Không có nhiều thông tin được biết đến về Khafra, ngoại trừ những ghi chép lịch sử của Herodotos, ông ta đã mô tả ông là một vị vua độc ác và dị giáo, và rằng ông đã cho đóng cửa các ngôi đền của Ai Cập giống như những gì vua Khufu đã làm.

## Gia đình

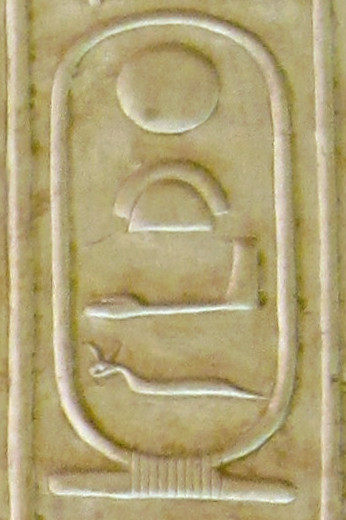
Đồ hình tên Kha'afre trong bản Danh sách vua Abydos

Khafra là con trai của vua Khufu, ông còn là em trai cũng như là người kế vị của vua Djedefre. Một số nhà nghiên cứu cho rằng Khafra là con của Nữ hoàng Meritites I nhờ vào một bản khắc đá mà trong đó ông được cho là đã tôn vinh bà.
Người vợ của đức vua, tình yêu của ngài, hiến dâng cho Horus, Mertitytes.

Người vợ của đức vua, tình yêu của ngài, Mertitytes; Tình yêu của Người được Hai nữ thần yêu mến; Bất cứ điều gì bà nói ra thì điều đó đều được làm vì bà. Vĩ đại thay sự che chở của Snefr [u]; Vĩ đại thay sự che chở của Khufu [u], hiến dâng cho Horus, dưới sự tôn kính của Khafre. Merti [tyt] es.
Những người khác thì lại cho rằng những dòng chữ khắc trên chỉ cho thấy rằng vị hoàng hậu này đã qua đời dưới triều đại của Khafre. Thay vào đó, Khafre có thể là con trai của Nữ hoàng Henutsen.
Khafra đã có một vài người vợ và ít nhất ông đã có 12 người con trai và 3 hoặc 4 người con gái.
- Nữ hoàng Meresankh III là con gái của Kawab và Hetepheres II, do đó bà là cháu gái của Khafra. Bà còn là thân mẫu của những người con trai có tên là Nebemakhet, Duaenre, Niuserre và Khentetka, và một người con gái có tên là Shepsetkau.
- Nữ hoàng Khamerernebty I là thân mẫu của Menkaure và chính cung hoàng hậu của ông ta là Khamerernebty II.
- Hekenuhedjet là một người vợ của Khafra. Bà được nhắc tới trong ngôi mộ của người con trai tên là Sekhemkare.
- Persenet có thể đã là một người vợ khác của Khafra dựa vào địa điểm lăng mộ của bà. Bà là thân mẫu của Nikaure[3].

Một số người con khác của Khafra cũng được biết rõ, nhưng hiện lại không xác định được danh tính thân mẫu của họ. Những người con trai khác của ông bao gồm Ankhmare, Akhre, Iunmin, và Iunre. Hai người con gái khác của ông có tên là Rekhetre và Hemetre.

## Triều đại

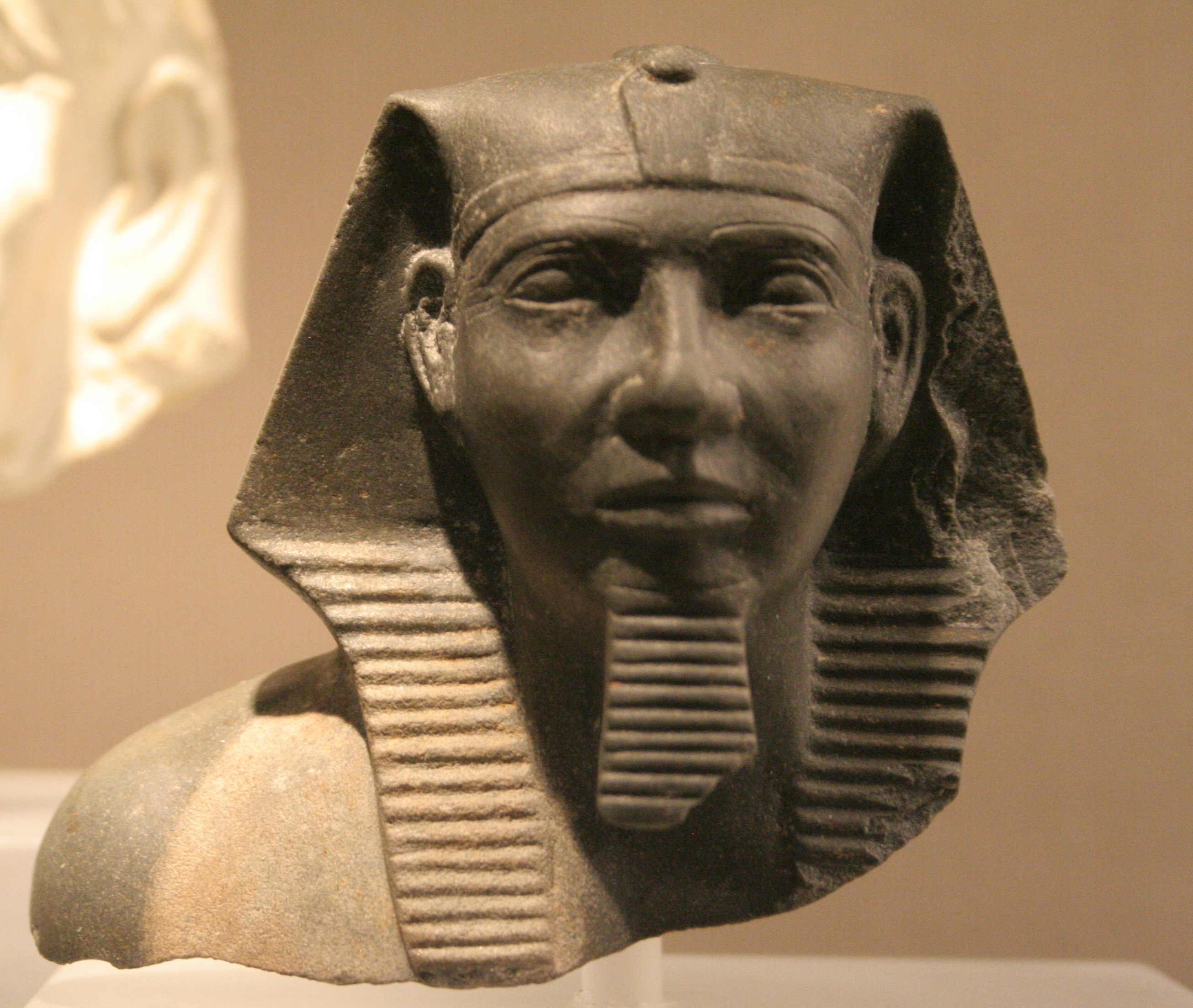
Vua Khafre. Tại bảo tàng Ägyptisches Georg Steindorff, Leipzig

Hiện vẫn chưa có sự đồng thuận nào về niên đại cai trị của ông. Một số tác giả cho rằng triều đại của ông bắt đầu từ khoảng năm 2558 TCN đến năm 2532 TCN. Trong bản danh sách vua Turin, độ dài triều đại của ông lại bỏ trống còn Manetho thì lại phóng đại triều đại của ông lên tới 66 năm, trong khi hầu hết các học giả ngày nay tin rằng triều đại của ông kéo dài từ 24 đến 26 năm, theo như niên đại Chúc thư của Hoàng tử Nekure mà được chạm khắc trên các bức tường bên trong ngôi mộ mastaba của vị hoàng tử này. Niên đại của bản chúc thư này là vào "Năm diễn ra lần kiểm kê gia súc thứ 13". Nếu như việc kiểm kê gia súc diễn ra cứ mỗi hai năm một dưới vương triều thứ tư thì có nghĩa là nhà vua đã cai trị từ 24 đến 25 năm.

## Phức hợp kim tự tháp

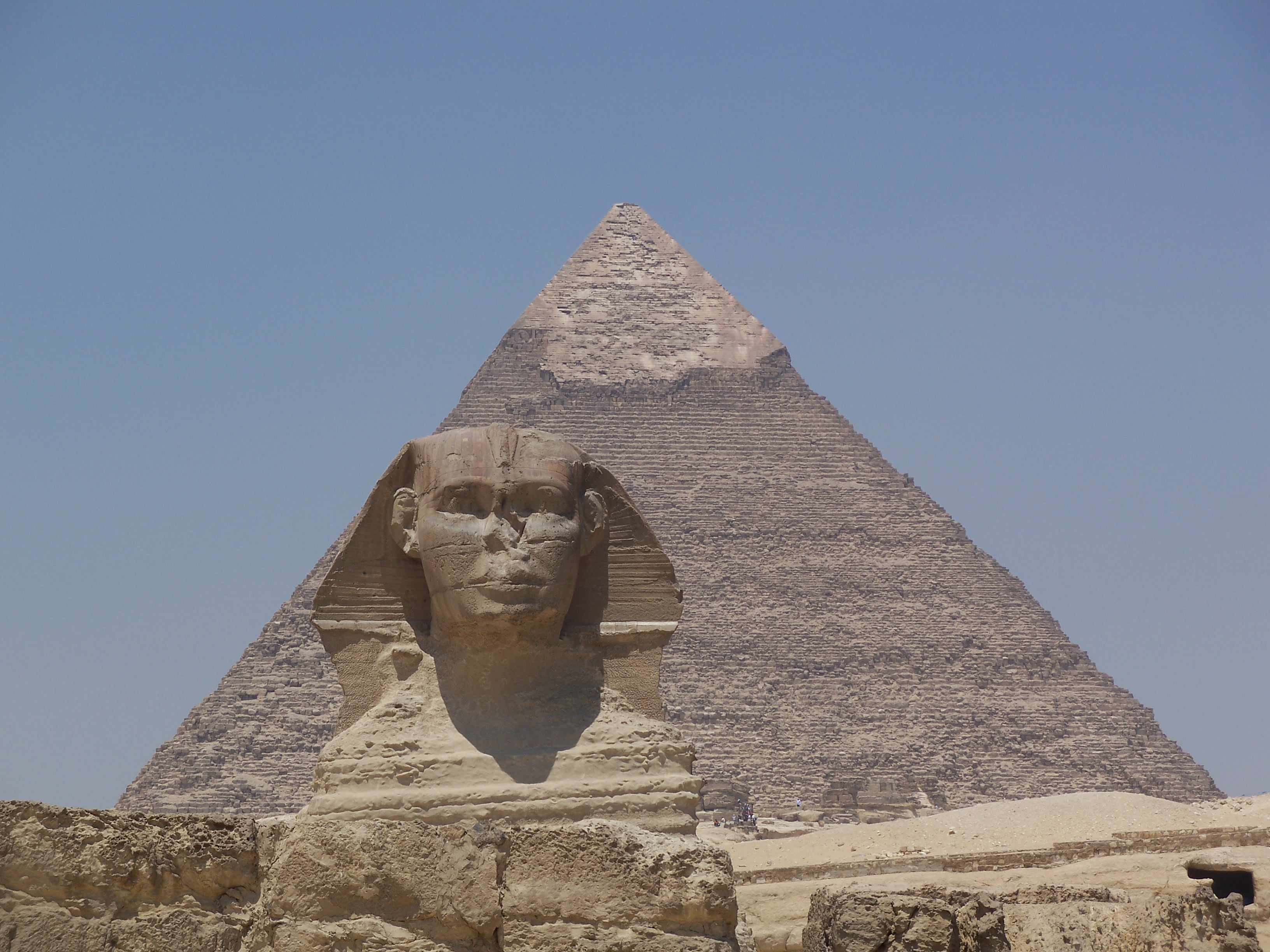
Kim tự tháp Khafre và tượng Nhân sư lớn.

Khafra đã xây dựng kim tự tháp lớn thứ hai ở Giza. Tên theo tiếng Ai Cập của kim tự tháp này là Wer (en) -Khérre, nó có nghĩa là "Khafre Vĩ Đại".
Kim tự tháp này còn có một kim tự tháp phụ kèm theo, nó được gọi là GII a. Hiện vẫn chưa rõ ai đã được chôn cất trong kim tự tháp này. Nhiều dấu triện đã được tìm thấy ở đây với các tước hiệu như "Người con trai cả của đức vua từ thân thể của ngài".. cùng với tên Horus của Khafre.

### Đền thung lũng
Ngôi đền thung lũng của Khafre có vị trí nằm ngay cạnh sông Nile và nằm cạnh ngay bên phải ngôi đền Nhân sư. Những dòng chữ khắc được tìm thấy ở lối vào của nó đã đề cập đến thần Hathor và Bubastis. Nhiều khối đá được tìm thấy vẫn còn lưu giữ lại một phần của dòng chữ khắc có tên Horus của Khafre (Weser-ib). Mariette đã phát hiện ra các bức tượng của Khafre tại đây vào năm 1860. Một vài bức tượng đã được tìm thấy trong một cái giếng trên sàn của ngôi đền và bị mất đầu. Tuy thế những bức tượng hoàn chỉnh khác cũng đã được tìm thấy.

### Đền tang lễ
Ngôi đền tang lễ của ông nằm ngay cạnh kim tự tháp. Các nhà khảo cổ đã tìm thấy trong ngôi đền này những mảnh vỡ của đầu chùy có khắc tên của Khafre cũng như một số bình đá.

### Tượng Nhân sư lớn và ngôi đền Nhân sư
Bức tượng Nhân sư được cho là có niên đại dưới triều đại của Khafra. Quan điểm này được thừa nhận là nhờ vào vị trí của bức tượng nhân sư so với phức hợp Kim tự tháp của Khafra, và một sự giống nhau tương đối với cấu trúc khuôn mặt trên các bức tượng của ông. Tượng Nhân sư lớn ở Giza có thể đã được khắc họa giống như là một người bảo vệ cho của kim tự tháp Khafra, và như là một biểu tượng của quyền lực hoàng gia. Nó đã được thần thánh hóa dưới thời kỳ Tân Vương Quốc.

## Khafra trong truyền thuyết Hy Lạp cổ đại

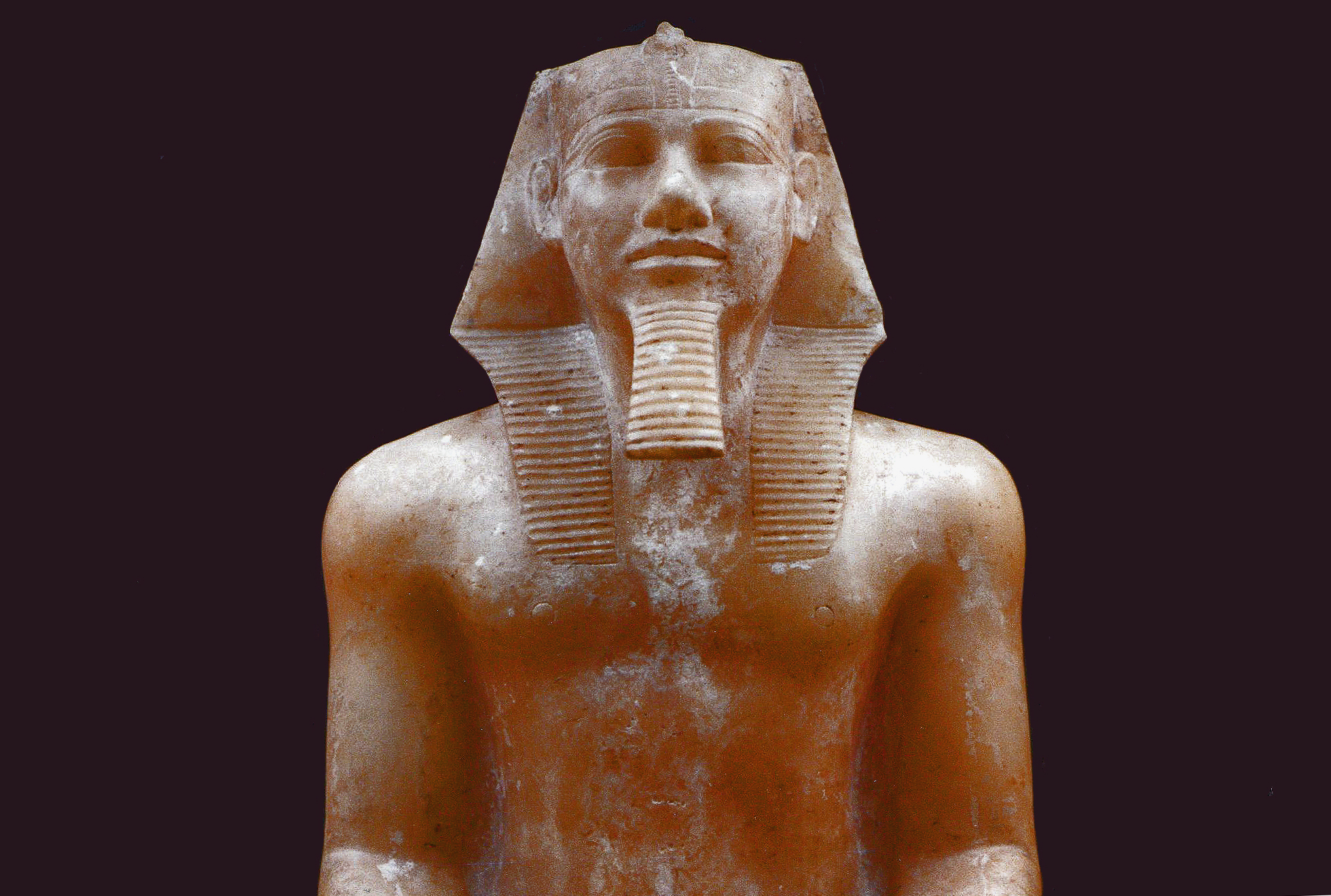
Bức tượng của pharaon Khafre, có thể có nguồn gốc từ Memphis, ngày nay nằm tại Bảo tàng Ai Cập.

Sử gia Manetho đã gọi Khafra là vua "Sûphis II" và ghi lại rằng ông đã cai trị suốt 66 năm, tuy vậy ông ta cũng không ghi lại bất cứ lời bình luận nào khác về ông.
Các sử gia Hy Lạp cổ đại khác như Diodoros và Herodotos thì lại mô tả Khafra như là một bạo chúa độc ác và dị giáo. Họ đã ghi lại rằng Khafra (được họ gọi là "Khêphren" để nhằm nhại lại tên của Khafra) đã kế vị vua cha là Khêops, sau khi vị vua bạo ngược này qua đời. Sau đó, Herodotos và Diodor còn nói rằng Khafra đã cai trị trong 56 năm và người Ai Cập đã phải chịu đựng sự đau khổ dưới triều đại của ông giống như dưới thời của cha ông trước đây. Bởi vì Khufu được cho là đã cai trị trong 50 năm, họ đã ghi lại rằng người Ai Cập đã phải chịu đựng sự đau khổ dưới triều đại của hai vị vua này trong suốt 106 năm
Tiếp đó, họ còn ghi lại rằng vua Menkaura (được họ gọi là "Mykerînós") là người đã kế vị Khafra và vị vua này lại là một người hoàn toàn đối lập so với hai vị tiên vương: Herodotos ghi rằng Menkaura đã buồn phiền và thất vọng về sự tàn ác của Khufu cùng Khafra, vì thế Menkaura đã khôi phục lại sự yên bình cho Ai Cập.
Ngày nay các nhà Ai Cập học hiện đại coi những câu chuyện của Herodotos và Diodoros là một sự bôi nhọ, dựa trên quan điểm triết học đương thời của cả hai tác giả. Những lăng mộ khổng lồ như các kim tự tháp ở Giza đã khiến cho người Hy Lạp và các tư tế của thời kỳ Tân vương quốc sau này phải choáng ngợp bởi vì họ chắc chắn vẫn còn nhớ đến vị pharaon Akhenaten và các công trình xây dựng đầy tham vọng của ông ta. Quan điểm này có thể được thúc đẩy bởi sự thật đó là, vào thời điểm Khafra sống, chỉ có nhà vua mới có quyền tạo ra những bức tượng khổng lồ bằng đá quý và trưng bày chúng tại những địa điểm công cộng một cách công khai. Còn tại thời điểm các tác giả Hy Lạp và những vị tư tế này sống, họ không thể giải thích được tại sao các công trình và những bức tượng của Khafra lại ấn tượng đến như vậy, cách giải thích tốt nhất đó là do một vị vua mắc chứng hoang tưởng tự đại tạo nên. Những quan điểm này sau đó đã được các nhà sử học Hy Lạp thu nhận và do đó họ cũng đánh giá tiêu cực về Khafra, bởi vì những câu chuyện xấu xa dễ dàng được công chúng tiếp nhận hơn là những câu chuyện mang tính tích cực (và do đó rất nhàm chán) .